# Леніно (Чекмагушівський район)
Ле́ніно (рос. Ленино, башк. Ленин) — присілок у складі Чекмагушівського району Башкортостану, Росія. Входить до складу Новобалтачевської сільської ради.
Населення — 130 осіб (2010; 153 у 2002).
Національний склад:
- башкири — 85 %